# Бойна част (флот)
Бойна част, заедно с корабната служба, e основно организационно подразделение на екипажа на корабите на съветския и руския военноморски флот, в обхвата на което са бойните и техническите средства по определен вид въоръжение или оборудване, предназначени за изпълняване на определените задачи в боя или всекидневната служба.

## История
На големите кораби може да има до седем бойни части, които, на свой ред, се делят на дивизиони, групи, батареи, кули, команди и отделения и са обозначени с номер:
- БЧ-1 – щурманска;
- БЧ-2 – ракетна, или ракетно-артилерийска, или артилерийска (в зависимост от състава на въоръжението на кораба);
- БЧ-3 – минно-торпедна;
- БЧ-4 – свръзка;
- БЧ-5 – електромеханическа.
- БЧ-6 – авиационна
- БЧ-7 – радиотехническа (управление).

Бойни части се ръководят от командирите им и се комплектуват със специалистите по обслужване на оръжието и техническите средства. На малките кораби бойни части могат да се съвместяват, например: БЧ-1-БЧ-4.
Подразделението на екипажа на бойни части е въведено 1932 г. с Корабния устав на Военноморските сили на РККА; уставите КУ-39, КУ-43, КУ-51, КУ-59, КУ-78 и КУ-2001 внасят в корабната организация отделни корекции.

## Разлика между бойната част и корабната служба
Заедно с бойните части, основите на корабната организация предполагат наличието на корабни служби. Задължително на всеки кораб има следните служби: Сл-Х – за радиационна, химическа и биологическа защита; Сл-М – медицинска; Сл-С – снабдяване, Сл-Р – радиотехническа.
Освен това, в зависимост от специализацията и особеностите на конструкцията на бойния кораб, на него може да се създадат и други служби.
Начело на всяка служба е нейният началник.